# 3 décembre en sport
3 novembre 3 janvier
Chronologies thématiques
- Croisades
- Ferroviaires
- Disney

Le 3 décembre (337e jour de l'année ou 338e en cas d'année bissextile) en sport.

## Événements

### XXIesiècle
- 2006 :
  - (Tennis) : la Russie remporte sa deuxième Coupe Davis en battant l'Argentine 3-2.
- 2016 :
  - (Football /Mondial féminin des moins de 20 ans) : à Port Moresby, en Papouasie-Nouvelle-Guinée, victoire de la Corée du Nord qui s'impose en finale face à la France 3-1 et devient championne du monde.
  - (Rugby à XV /Fédération française de rugby) : l’ancien sélectionneur du XV de France, Bernard Laporte est officiellement le nouveau président de la FFR. Il succède à Pierre Camou[1].
- 2018 :
  - (Football /Ballon d'or) : vainqueur de la Ligue des champions et finaliste de la Coupe du monde 2018, le Croate Luka Modric remporte le Ballon d’or. Le Portugais Cristiano Ronaldo et le Français Antoine Griezmann complètent le podium. Pour la 1re fois un Ballon d'or féminin est décerné et c'est la Norvégienne Ada Hegerberg qui est désignée devant l'Anglaise Lucy Bronze et l'Allemande Pernille Harder. Le Trophée Kopa qui récompense le meilleur joueur des -21 ans est obtenu par le Français Kylian Mbappé[2].
- 2020 :
  - (Handball /Euro féminin) : début de la 14e édition du championnat d'Europe féminin de handball qui se déroule jusqu'au 20 décembre 2020 au Danemark dans les villes de Herning et Kolding. Initialement, la compétition devait se dérouler également en Norvège, mais moins de deux semaines avant le début de la compétition, la Fédération norvégienne a informé l'EHF qu'elle n'était finalement pas en mesure d'accueillir des matchs à cause de la pandémie de Covid-19[3].

## Naissances

### XIXesiècle
- 1872 :
  - Maurice Larrouy, tireur français. Champion olympique du 25m pistolet feu rapide 60 coups aux Jeux de Paris 1900. († ?).
- 1875 :
  - Émile Delchambre, rameur français. Champion olympique en quatre avec barreur aux Jeux de Paris 1900. († 8 septembre 1958).
- 1880 :
  - Alexander Hall, footballeur canadien. Champion olympique aux Jeux de Saint-Louis 1904. († 25 septembre 1943).
- 1882 :
  - Giovanni Rossignoli, cycliste sur route italien. († 27 juin 1954).
- 1884 :
  - Tibby Cotter, joueur de cricket australien. (21 sélections en Test cricket). († 31 octobre 1917).
- 1888 :
  - Algernon Kingscote, joueur de tennis britannique. Vainqueur de l'Open d'Australie 1919. († 21 décembre 1964).

### XXesiècle:1901-1950
- 1901 :
  - Glenn Hartranft, athlète de lancers de poids et de disque américain. Médaillé d'argent du poids aux Jeux de Paris 1924. († 12 août 1970).
- 1904 :
  - Edgar Moon, joueur de tennis américain. Vainqueur de l'Open d'Australie 1930. († 26 mai 1976).
- 1909 :
  - Arne Berg, cycliste sur route suédois. Médaillé de bronze de la course par équipes aux Jeux de Los Angeles 1932. († 15 février 1997).
- 1915 :
  - Ernst van den Berg, hockeyeur sur gazon néerlandais. Médaillé de bronze aux Jeux de Berlin 1936. († 19 août 1989).
- 1920 :
  - René Alpsteg, footballeur français. (12 sélections en équipe de France). († 24 décembre 2001).
- 1924 :
  - Wiel Coerver, footballeur et entraîneur néerlandais. Vainqueur de la Coupe UEFA 1974. Sélectionneur de l'Équipe d'Indonésie de 1975 à 1976. († 22 avril 2011).
  - Roberto Mieres, pilote de F1 argentin. († 26 janvier 2012).
- 1932 :
  - Gaetano Starrabba, pilote de courses automobile italien.
- 1938 :
  - Tibor Csernai, footballeur hongrois. Champion olympique aux Jeux de Tokyo 1964. († 11 septembre 2012).
- 1940 :
  - Georges Mauduit, skieur alpin français. Médaillé d'argent du géant aux Mondiaux de ski alpin 1966.
- 1946 :
  - Joop Zoetemelk, cycliste sur route néerlandais. Champion du monde de cyclisme sur route 1985. Vainqueur du Tour d'Espagne 1979, du Tour de France 1980, de la Flèche wallonne 1976 et de l'Amstel Gold Race 1987.
- 1949 :
  - John Akii-Bua, athlète de haies ougandais. Champion olympique du 400 m haies aux Jeux de Munich 1972. Détenteur du Record du monde du 400 mètres haies du 2 septembre 1972 au 25 juillet 1976. († 20 juin 1997).
- 1950 :
  - Alberto Juantorena, athlète de sprint et de demi-fond cubain. Champion olympique du 400 m et du 800 m aux Jeux de Montréal 1976.

### XXesiècle:1951-2000
- 1951 :
  - Rick Mears, pilote de courses automobile américain.
- 1953 :
  - Franz Klammer, skieur alpin autrichien. Champion olympique de la descente aux jeux d'Innsbruck 1976. Champion du monde de ski alpin du combiné et médaillé d'argent de la descente 1974.
- 1955 :
  - Brigitte Cuypers, joueuse de tennis sud-africaine.
  - Alberto Tarantini, footballeur argentin. Champion du monde de football 1978. Vainqueur de la Copa Libertadores 1977. (61 sélections en équipe nationale).
- 1957 :
  - Jan Bogaert, cycliste sur route belge. († 23 janvier 2024).
- 1960 :
  - Igor Larionov, hockeyeur sur glace soviétique puis russe. Champion olympique aux Jeux de Sarajevo 1984 et aux Jeux de Calgary 1988 puis médaillé de bronze aux Jeux de Salt Lake City 2002. Champion du monde de hockey sur glace 1982, 1983, 1986 et 1989. Vainqueur des Coupe d'Europe de hockey sur glace 1981-1982, 1982-1983, 1983-1984, 1984-1985, 1985-1986, 1986-1987, 1987-1988 et 1988-1989.
  - Mike Ramsey, hockeyeur sur glace américain. Champion olympique aux Jeux Lake Placid 1980.
- 1963 :
  - Isabelle Gautheron, cycliste sur piste française.
- 1965 :
  - Katarina Witt, patineuse artistique dames est-allemande puis allemande. Championne olympique aux Jeux de Sarajevo 1984 et aux Jeux de Calgary 1988. Championne du monde patinage artistique dames 1984, 1985, 1987 et 1988. Championne d'Europe de patinage artistique dames 1983, 1984, 1985, 1986, 1987 et 1988.
- 1968 :
  - Manabu Orido, pilote de courses automobile d'endurance japonais.
- 1969 :
  - Halvard Hanevold, biathlète norvégien. Champion olympique du 20km individuel et médaillé d'argent du relais 4×7,5 km aux jeux de Nagano 1998, champion olympique du relais 4×7,5 km aux Jeux de Salt Lake City 2002, médaillé d'argent du 10km sprint et de bronze du 20km individuel aux Jeux de Turin 2006 puis champion olympique du relais 4×7,5 km aux Jeux de Vancouver 2010. Champion du monde de biathlon de la course par équipes 1995, du 20km individuel 2003, des relais 4×7,5 km 2005 et 2009. († 3 septembre 2019).
- 1970 :
  - Christian Karembeu, footballeur français. Champion du monde de football 1998. Champion d'Europe de football 2000. Vainqueur des Ligue des champions 1998 et 2000. (53 sélections en équipe de France).
  - Lindsey Hunter, basketteur américain.
- 1971 :
  - Frank Sinclair, footballeur anglo-jamaïcain. Vainqueur de la Coupe d'Europe des vainqueurs de coupe 1998. (43 sélections avec l'équipe de Jamaïque).
- 1974 :
  - Ľuboš Reiter, footballeur slovaque. (28 sélections en équipe nationale).
- 1976 :
  - Byron Kelleher, joueur de rugby néo-zélandais. Vainqueur des Tri-nations 2002, 2005, 2006 et 2007, de la Coupe d'Europe de rugby à XV 2010. (57 sélections en équipe nationale).
- 1977 :
  - Jean-Christophe Bette, rameur d'aviron français. Champion olympique du quatre sans barreur poids légers aux Jeux de Sydney 2000. Champion du monde d'aviron du deux sans barreur poids léger 1998, du huit poids léger 2001, du quatre sans barreur poids léger 2005, du deux sans barreur poids léger 2009 et 2010
  - Adam Małysz, sauteur à ski polonais. Médaillé d'argent au grand tremplin et médaillé de bronze au petit tremplin aux Jeux de Salt Lake City 2002, et médaillé d'argent du grand et du petit tremplin aux Jeux de Vancouver 2010. Champion du monde de saut à ski au petit tremplin 2001 et 2007 puis champion du monde de saut à ski du grand et petit tremplin 2003.
  - Yelena Zadorozhnaya, athlète de demi fond et de fond russe.
- 1978 :
  - Bram Tankink, cycliste sur route néerlandais.
- 1980 :
  - Mamadou Doumbia, footballeur ivoirien. (4 sélections en équipe nationale).
- 1981 :
  - Ioánnis Amanatídis, footballeur grec.
  - Geoffroy Krantz, handballeur français. Champion d'Europe 2006. Vainqueur de la Ligue des champions 2003, de la Coupe EHF 2009 puis des Coupe d'Europe des vainqueurs de coupe 2010 et 2011. (29 sélections en équipe de France).
  - David Villa, footballeur espagnol. Champion du monde de football 2010. Champion d'Europe de football 2008. Vainqueur de la Ligue des champions 2011. (98 sélections en équipe nationale).
- 1983 :
  - Stephen Donald, joueur de rugby à XV néo-zélandais. Champion du monde de rugby à XV 2011. (23 sélections en équipe nationale).
  - Aleksey Drozdov, athlète d'épreuves combinées russe.
- 1984 :
  - Cosmin Moți, footballeur roumain. (9 sélections en équipe nationale).
  - Emmanuelle Mouké, basketteuse ivoirienne.
- 1985 :
  - László Cseh, nageur hongrois. Médaillé de bronze du 400 m 4 nages aux Jeux d'Athènes 2004, médaillé d'argent du 200 m papillon, du 200 m 4 nages et du 400 m 4 nages aux Jeux de Pékin 2008, médaillé de bronze du 200 m 4 nages aux Jeux de Londres 2012 puis médaillé d'argent du 200 m papillon aux Jeux de Rio 2016. Champion du monde de natation du 400 m 4 nages 2005 champion du monde de natation du 200 m papillon 2015. Champion d'Europe de natation du 100 m dos et du 400 m 4 nages 2004, champion d'Europe de natation du 200 m 4 nages et du 400 m 4 nages 2006, 2008, 2010, champion d'Europe de natation du 200 m papillon, du 200 m 4 nages et du 400 m 4 nages 2012, champion d'Europe de natation du 200 m 4 nages 2014 puis champion d'Europe de natation du 100 et 200 m papillon 2016.
  - Josep Antonio Gómes, footballeur andorran. (55 sélections en équipe nationale).
  - Brian Roberts, basketteur américain.
- 1986 :
  - Davit Kubriashvili, joueur de rugby à XV géorgien. Vainqueur de la Coupe d'Europe de rugby 2013 et du Challenge européen 2016. (47 sélections en équipe nationale).
- 1987 :
  - Mats Solheim, footballeur norvégien.
- 1990 :
  - Christian Benteke, footballeur belgeo-congolais. (45 sélections avec l'équipe de Belgique).
- 1991 :
  - Torgeir Børven, footballeur norvégien.
  - Simon Desthieux, biathlète français. Champion olympique du relais mixte aux Jeux de Pyeongchang 2018 puis médaillé d'argent du relais 4 × 7,5 km aux Jeux de Pékin 2022. Médaillé d'argent du relais 4 × 7,5 km aux Mondiaux de biathlon 2017, champion du monde du relais 4×7,5km 2020 puis médaillé d'argent du sprint 2021.
  - Lebogang Ramalepe, footballeuse sud-africaine. Championne d'Afrique des nations 2022. (33 sélections ne équipe nationale).
  - Aaron Thomas, basketteur américain.
- 1992 :
  - Ayanleh Souleiman, athlète de demi fond djiboutien. Champion d'Afrique d'athlétisme du 1 500m 2014.
- 1993 :
  - Nirra Fields, basketteuse canadienne. (30 sélections ne équipe nationale).
- 1994 :
  - Antonín Barák, footballeur tchèque. (44 sélections en équipe nationale).
  - Solomone Kata, joueur de rugby à XV et à XIII néo-zélandais et ensuite tongien. (5 sélections avec l'équipe de Nouvelle-Zélande de rugby à XIII puis 6 avec celle des Tonga et ensuite 13 avec les Tonga de rugby à XV).
  - Bernarda Pera, joueuse de tennis croatio-américaine.
  - Matthieu Vaxiviere, pilote de courses automobile d'endurance français.
- 1995 :
  - Samuel Adegbenro, footballeur nigérian.
  - Séraphine Okemba, joueuse de rugby à XV et à sept française. Médaillée d'argent aux Jeux de Tokyo 2020.
- 1996 :
  - Scott Cummings, joueur de rugby à XV écossais. (39 sélections ne équipe nationale).
- 1998 :
  - Lorena Benítez, footballeuse argentine. (19 sélections ne équipe nationale).
- 2000 :
  - César Huerta, footballeur mexicain. (12 sélections en équipe nationale).

### XXIesiècle
- 2001 :
  - Lorette Charpy, gymnaste française. Médaillée de bronze du concours général par équipes aux Mondiaux 2023. Médaillée de bronze de la poutre aux CE de gymnastique artistique 2019, des barres asymétriques 2022 et du concours général par équipes 2024.
- 2003 :
  - Óscar Cortés, footballeur colombien. (1 sélection en équipe nationale).
- 2004 :
  - Dantaye Gilbert, footballeur trinidadien.

## Décès

### XXesiècle:1901-1950
- 1904 :
  - David Bratton, 35 ans, joueur de water-polo américain. Champion olympique lors des Jeux olympiques de Saint-Louis 1904. (° ? 1869).
- 1915 :
  - Benjamin Jamieson, 41 ans, joueur de crosse canadien. Champion olympique aux Jeux de Saint-Louis 1904. (° 15 mars 1874).
- 1917 :
  - Jack Reynolds, 48 ans, footballeur irlando-anglais. (5 sélections avec l'équipe d'Irlande et 8 avec celle d'Angleterre). (° 21 février 1869).
- 1928 :
  - Johan Olin, 45 ans, lutteur de gréco-romaine finlandais. Médaillé d'argent des poids lourds aux Jeux de Stockholm 1912. (° 30 juin 1883).

### XXesiècle:1951-2000
- 1955 :
  - Maurice Archambaud, 49 ans, cycliste sur route français. Vainqueur des Paris-Nice 1936 et 1939. (° 30 août 1906).
- 1977 :
  - Jack Beresford, 78 ans, rameur britannique. Médaillé d'argent en skiff aux Jeux d'Anvers 1920, champion olympique en skiff aux Jeux de Paris 1924, médaillé d'argent en huit aux Jeux d'Amsterdam 1928, champion olympique en quatre sans barreur aux Jeux de Los Angeles 1932 et en deux de couple aux Jeux de Berlin 1936. (° 1er janvier 1899).
- 1979 :
  - Dhyan Chand, 74 ans, hockeyeur sur gazon indien. Champion olympique lors des Jeux d'Amsterdam 1928, des Jeux de Los Angeles 1932 et des Jeux de Berlin 1936. (° 29 août 1905).
- 2000 :
  - Miklós Szabó, 91 ans, athlète de demi-fond hongrois. Champion d'Europe d'athlétisme du 800m et médaillé d'argent du 1 500m 1934. (° 6 décembre 1908).

### XXIesiècle
- 2010 :
  - Ron Santo, 70 ans, joueur de baseball américain. (° 25 février 1940).
- 2018 :
  - Markus Beyer, 47 ans, boxeur allemand. Champion du monde poids super-moyens de boxe à 3 reprises. (° 28 avril 1971).
- 2022 :
  - Aljan Jarmoukhamedov, 78 ans, basketteur soviétique puis ouzbek. Champion olympique aux Jeux de Munich 1972 puis médaillé de bronze aux Jeux de Montréal 1976. Champion d'Europe masculin de basket-ball 1967, 1971 et 1979. (° 2 octobre 1944).